# آپو-وپ
آپو-وپ (به لاتین: Apo-eup) یک منطقهٔ مسکونی در کره جنوبی است.